# Kanton Airvault
Der Kanton Airvault war bis 2015 ein französischer Wahlkreis im Arrondissement Parthenay, im Département Deux-Sèvres und in der Region Poitou-Charentes; sein Hauptort war Airvault. Vertreter im Generalrat des Départements war zuletzt von 2001 bis 2015 Dominique Paquereau (EE).
Der sieben Gemeinden umfassende Kanton Airvault war 153,77 km² groß und hatte 5056 Einwohner (Stand: 1999).

## Gemeinden
| Gemeinde              | Einwohner Jahr | Fläche km² | Bevölkerungsdichte | Code INSEE | Postleitzahl |
| --------------------- | -------------- | ---------- | ------------------ | ---------- | ------------ |
| Airvault              | 3.048 (2013)   | 49,28      | 62 Einw./km²       | 79005      | 79600        |
| Availles-Thouarsais   | 200 (2013)     | 10,85      | 18 Einw./km²       | 79022      | 79600        |
| Boussais              | 446 (2013)     | 19,72      | 23 Einw./km²       | 79047      | 79600        |
| Irais                 | 201 (2013)     | 13,5       | 15 Einw./km²       | 79141      | 79600        |
| Marnes                | 246 (2013)     | 17,19      | 14 Einw./km²       | 79167      | 79600        |
| Saint-Généroux        | 368 (2013)     | 20,46      | 18 Einw./km²       | 79252      | 79600        |
| Saint-Jouin-de-Marnes | 584 (2013)     | 22,77      | 26 Einw./km²       | 79260      | 79600        |